# Loybrigiussäule
Die denkmalgeschützte Loybrigiussäule ist eine 1826 vom Schwandorfer Theologen Pater Cassiodor Franz Joseph Zenger zusammen mit den Freiherren von Künzburg errichtete Stele aus hellem Sandstein.

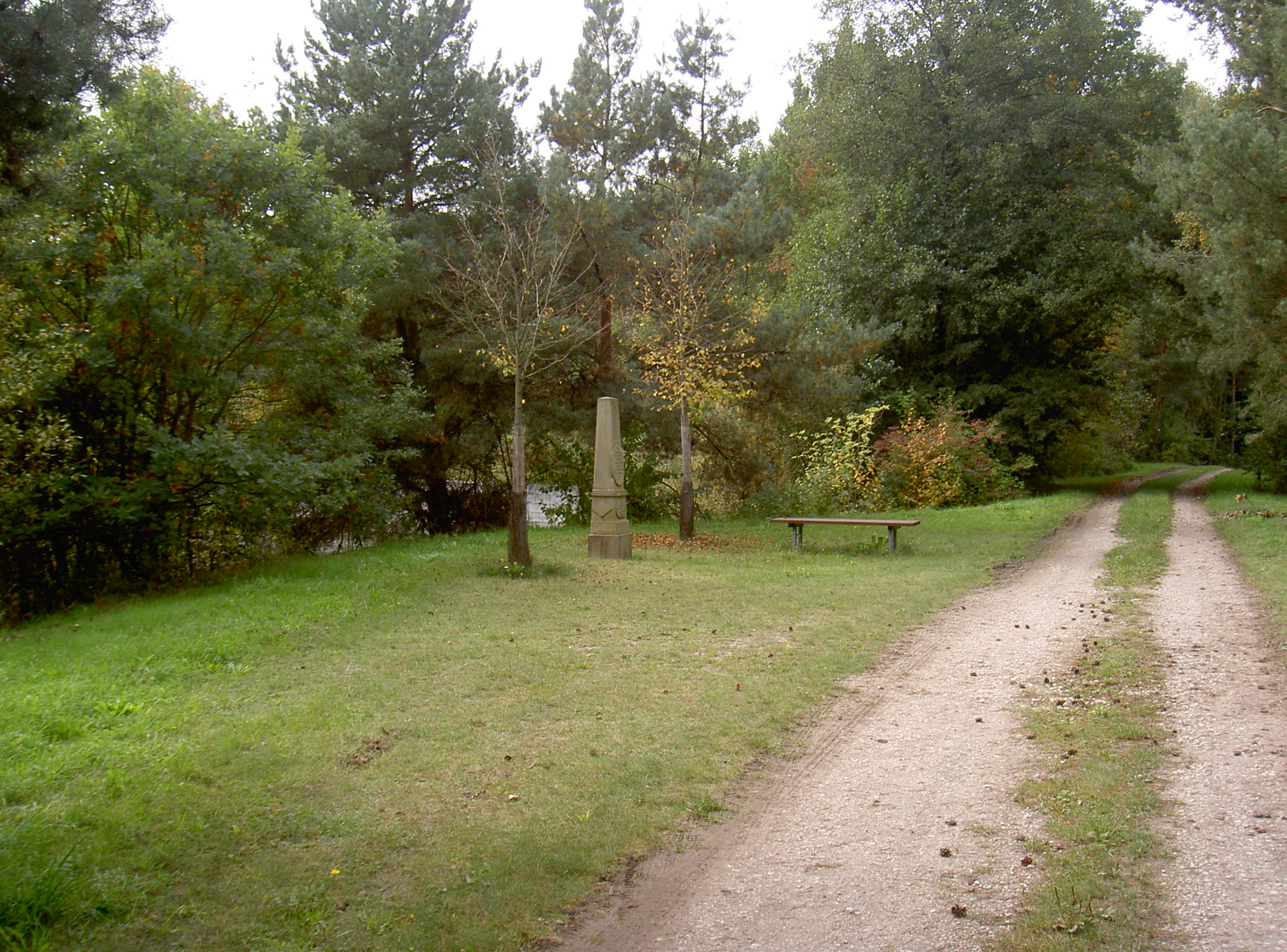
Loybrigiussäule

## Geographische Lage

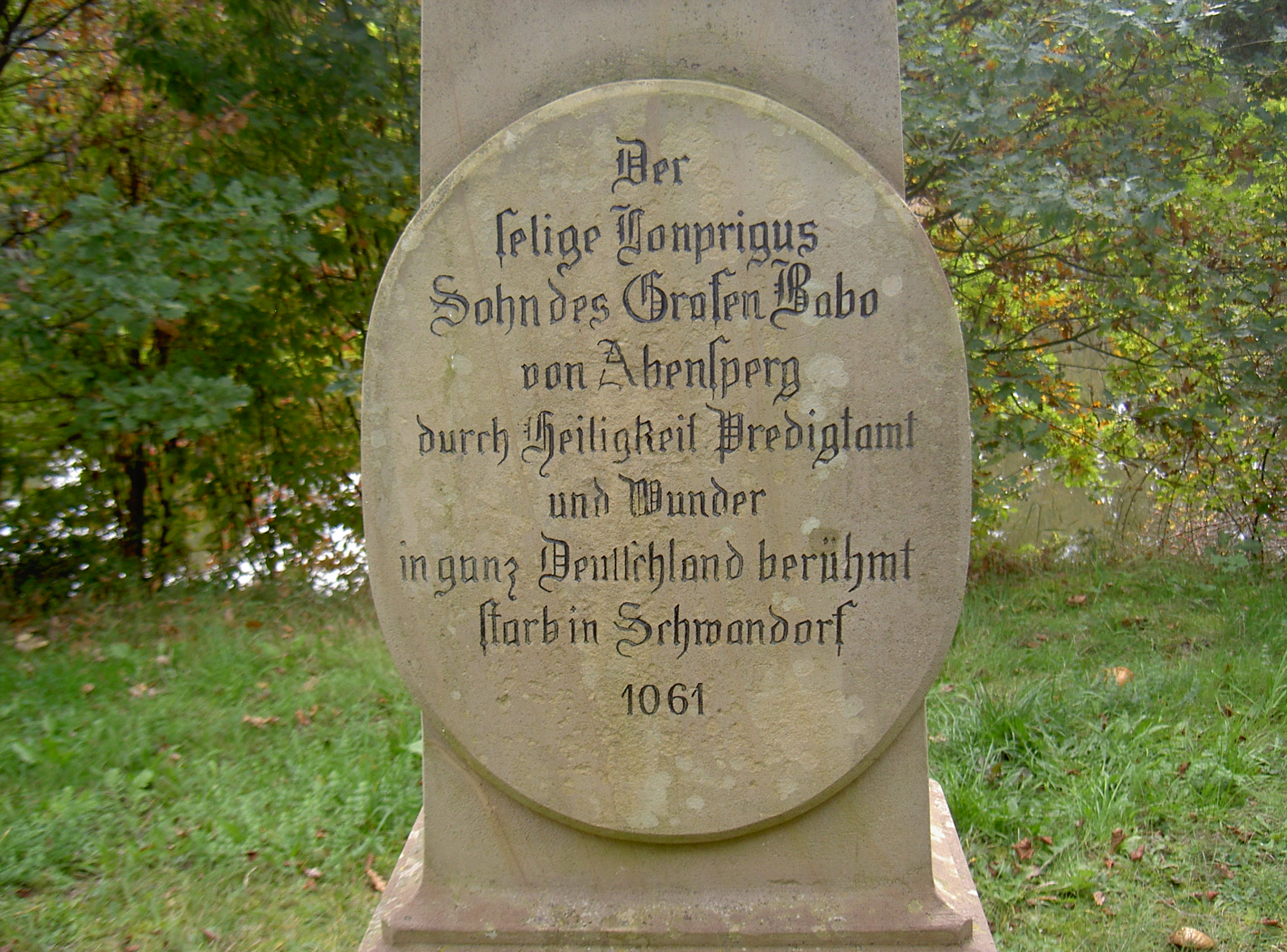
Loybrigiussäule, Inschrift

Der ursprüngliche Standort der Loybrigiussäule ist historisch bedeutsam.
Er lag östlich der Staatsstraße 2397 auf einem Platz, der 2008 zum Firmengelände der Metallbaufirma Wopper gehörte.
Dieser Platz wird vom bayerischen Denkmalamt unter der Nummer D-3-6738-0154 als Standort der Kapelle St. Sebastian sowie der Einsiedelei „Bei der Klause“ mit zugehörigen Gräbern geführt.
Der Name dieses Ortes ist „Lange Meile“.
Die restaurierte Loybrigiussäule wurde am  10. Juli 2011 ungefähr 3,6 km südlich von Schwandorf zwischen zwei Regensammelteichen westlich der Staatsstraße 2397 aufgestellt. Der neue Standort liegt etwa 140 m nordwestlich des originalen Standortes.

## Beschreibung der Säule
Es handelt sich um eine 2,11 Meter hohe Säule aus hellem Sandstein.
Ursprünglich hatte diese Säule einen Sandsteinsockel. Neben der Säule stand eine Ruhebank aus Sandstein. Links und rechts von der Säule standen zwei alte Lindenbäume.
Der Sandsteinsockel und die Ruhebank sind verschwunden.
Einer der Lindenbäume wurde gefällt, der andere ist in sehr schlechtem Zustand.
An ihrem neuen Standort wurde für die Säule ein neuer Sandsteinsockel nach dem Empfinden des Restaurators hergestellt.
Links und rechts der Säule wurden zwei junge Lindenbäumchen gepflanzt.
Neben der Säule steht eine hölzerne Bank.
Oben in die Säule ist ein einfaches Kreuz eingemeißelt.
In ihrer Mitte auf der Vorderseite befindet sich eine runde Kartusche mit folgender Inschrift:
„Der selige Lonprigus Sohn des Grafen Babo von Abensberg durch Heiligkeit Predigtamt und Wunder in ganz Deutschland berühmt starb in Schwandorf 1061.“
Darunter trägt eine kleinere runde Kartusche die Inschrift:
„Der Ort seines Begräbnis ist hier wo vormals eine St. Sebastians Kapelle neben einer Klause stand die lange Meile genannt.“
Auf beiden Seiten der Säule befinden sich rautenförmige Kartuschen.
Die linke der beiden trägt die Inschrift:
„24.juni J. Diener. 1919“
Die Säule ist unter der Denkmalnummer D-3-76-161-33 beim Bayerischen Landesamt für Denkmalpflege geschützt.

## Geschichte

### Legendenhafter Ursprung
Es wird erzählt, dass der selige Loybrigius (auch: Loybrigus, Lonprigus, Leoprigus, Leobrigus) einer der 32 Söhne des Burggrafen Babo II. von Abensberg war.
Er soll in Schwandorf gelebt haben, 1061 verstorben und auf der Langen Meile begraben sein.
Schriftliche Nachrichten darüber finden sich bei Johannes Aventinus und Matthäus Rader.
Aventinus nennt Loybrigius selig (divum Leoprigum) und Rader bezeichnet Loybrigius als heilig (sanctum).
Existenz und Herkunft des Loybrigius sind dennoch umstritten.
Auch die Ursprünge des Geschlechtes der Babonen und Abensberger sind bei den Historikern umstritten.
Um 1600 schrieb Christoph Vogel über das Grab des Loybrigius, es sei gelegen „nach dem Fuhrweg von Dachelhofen auf die große Linde bei deren an der Regensburger Straß vor Jahren ein Kirchlein gestanden An der langen Meile genannt“.
Matthäus Rader schrieb 1615, dass Loybrigius ein Bruder des Einsiedlers Heinrich von Ebrantshausen war und am 6. Meilenstein von Regensburg begraben sei.
Vor dem 15. Jahrhundert soll hier eine Kirche gestanden haben.
Im 15. Jahrhundert stand an dieser Stelle ein Kreuz.

### Ab 16. Jahrhundert
1526 ist für diesen Ort eine Kapelle urkundlich erwähnt.
Als Schwandorf protestantisch wurde, brach man die Kapelle 1554 oder 1556 ab.
Eine Sebastianskirche mit angebauter Einsiedelei wurde 1713 zum Dank für die Verschonung vor der Pest an dieser Stelle gebaut.
Diese wurde 1805 in Folge der Säkularisation in Bayern schon wieder abgebrochen und die Einsiedelei geschlossen.
1826 errichteten der Schwandorfer Theologe Pater Cassiodor Franz Joseph Zenger zusammen mit den Freiherren von Künzburg die heute bestehende Stele.
Bei Baumaßnahmen 1936 entdeckte man Skelettreste, ein Messing-Kruzifix, ein Muttergottesmedaillon, einen Rosenkranz und Münzen mit den Jahreszahlen 1710 und 1724.
Die Skelettreste wurden auf das 18. Jahrhundert datiert.
Im Jahr 2008 wurde die Säule auf Initiative des Oberpfälzer Waldverein vom Steinrestaurator Christian Pösch restauriert.
Die Stadt Schwandorf stellte den neuen Platz zur Verfügung, wo die Säule am 10. Juli 2011 aufgestellt wurde.
Sie ist nun für die Öffentlichkeit wieder zugänglich.